# Sky Clad no kanszokusa
A Sky Clad no kanszokusa (スカイクラッドの観測者; Hepburn: Sky Clad no Kansokusha) Itó Kanako japán énekesnő tizenegyedik kislemeze, amely 2009. október 28-án jelent meg a Frontier Works kiadó jóvoltából. A dal hasonlóan Itó többi korábbi számához nem került fel egyetlen stúdióalbumára sem, csak a Chaos Attractor című válogatáslemezére. Borítóját Huke rajzolta.
A címadó dal a 2009-es Steins;Gate című Xbox 360 videójáték-konzolos visual novel főcímdalaként, illetve annak 2010-es Windows és 2011-es iOS portjának főcímdalaként hallható, míg az Another Heaven a játék összes változatának „igazi” zárófőcím-dala.
A lemez a harmincegyedik helyen mutatkozott be az Oricon eladási listáján 2354 eladott példánnyal. A listán nyolc hetet töltött el és összesen 6227 példány kelt el belőle.

## Számlista
| CD (FVCG-1100) | CD (FVCG-1100)                     | CD (FVCG-1100)   | CD (FVCG-1100)   | CD (FVCG-1100)  | CD (FVCG-1100) | CD (FVCG-1100) | CD (FVCG-1100) | CD (FVCG-1100) | CD (FVCG-1100) |
| #              | Cím                                | Dalszöveg        | Zene             | Hangszerelő     | Hossz          |                |                |                |                |
| -------------- | ---------------------------------- | ---------------- | ---------------- | --------------- | -------------- | -------------- | -------------- | -------------- | -------------- |
| 1.             | Sky Clad no kanszokusa             | Sikura Csijomaru | Sikura Csijomaru | Iszoe Tosimicsi | 4:36           |                |                |                |                |
| 2.             | Another Heaven                     | Urusino Dzsunja  | Szuda Josihiro   | Iszoe Tosimicsi | 4:31           |                |                |                |                |
| 3.             | Sky Clad no kanszokusa (Off Vocal) | –                | Sikura Csijomaru | Iszoe Tosimicsi | 4:36           |                |                |                |                |
| 4.             | Another Heaven (Off Vocal)         | –                | Szuda Josihiro   | Iszoe Tosimicsi | 4:27           |                |                |                |                |
| 18:10          |                                    |                  |                  |                 |                |                |                |                |                |

## Közreműködők
- Itó Kanako – ének
- Ito Hiromu – gitár
- Iszoe Tosimicsi – billentyúk

Forrás: